# Theodor von Sponeck
Karl Anton Theodor Graf von Sponeck (* 24. Januar 1896 in Offenburg; † 13. Juni 1982 in Heidenheim an der Brenz) war ein deutscher Generalleutnant im Zweiten Weltkrieg sowie Kommandeur der 90. Afrika-Division, mit der er an der zweiten Schlacht von El Alamein teilnahm.

## Leben
Sponeck entstammte einer alten badischen Adelsfamilie. Er war der Sohn des Majors und Bezirksoffizier zu Mosbach Anton von Sponeck (1848–1905) und dessen Frau Therese, geborene Freiin von Cornberg (1854–1940). Hans von Sponeck (1888–1944), ebenfalls Generalleutnant der Wehrmacht, war einer seiner Cousins.
Nach dem Besuch des Gymnasiums in Mosbach schlug er die Militärlaufbahn ein und begab sich 1912 in die Hauptkadettenanstalt Groß-Lichterfelde. Im Alter von 18 Jahren zum Leutnant ernannt, kämpfte er während des Ersten Weltkriegs an der West- und Ostfront. Für seine Leistungen erhielt er neben beiden Klassen des Eisernen Kreuzes das Ritterkreuz des Königlichen Hausordens von Hohenzollern mit Schwertern, das Ritterkreuz II. Klasse des Ordens vom Zähringer Löwen mit Schwertern sowie das Verwundetenabzeichen in Schwarz.
Nach Kriegsende nahm Sponeck im Januar 1920 mit dem Charakter als Oberleutnant seinen Abschied und trat zur Sicherheitspolizei über. Bereits im Mai desselben Jahres trat er in das Übergangsheer der Reichswehr ein und wurde zunächst im Reichswehr-Schützen-Regiment 113 verwendet. Bei der weiteren Verringerung der Streitkräfte kam Sponeck als Nachrichtenoffizier in das Infanterie-Regiment 14 in Konstanz. Dort blieb Sponeck fast zehn Jahre. 1925 wurde er Kompaniechef; am 1. April 1929 erfolgte seine Beförderung zum Hauptmann. Seine guten Leistungen hatten seine erfolgreiche Ausbildung zum Generalstabsoffizier zur Folge, die ihm die Tür ins Reichswehrministerium aufstieß.
Den Beginn des Zweiten Weltkriegs erlebt Sponeck während des Überfalls auf Polen als Erster Generalstabsoffizier (Ia) des XV. (mot.) Armeekorps unter Hermann Hoth. Im März 1940 wurde er zum Oberst befördert und zum Kommandeur des Schützenregiments 11 ernannt, das der 9. Panzer-Division angehörte. Mit diesem nahm er am West- und am Balkanfeldzug teil. Aufgrund seines erfolgreichen Einsatzes im Feldzug gegen die Sowjetunion wurde er am 12. September 1941 mit dem Ritterkreuz des Eisernen Kreuzes ausgezeichnet. Am 1. November 1941 erlitt er beim Angriff auf Kursk einen Kniedurchschuss, was einen mehrmonatigen Genesungsurlaub zur Folge hatte. Im September 1942 wurde er nach Nordafrika versetzt, wo er anstelle des verwundeten Ulrich Kleemann die Führung der 90. leichten Afrika-Division übernahm und am 1. November zum Generalmajor befördert wurde.
Während der zweiten Schlacht bei El Alamein im Oktober / November 1942 wurde Sponeck mit seiner Division immer wieder an den Brennpunkten erfolgreich eingesetzt, leitete aber auch den Rückzug in die Fukastellung bedacht und um das Wohl seiner Soldaten bemüht. Selbst die gegnerischen Heerführer, darunter Montgomery, würdigten Sponecks auffallend sorgevollen Umgang mit seinen Männern immer wieder. Am 11. Mai 1943 wurde er namentlich im Wehrmachtbericht ernannt:
»Auf dem afrikanischen Kriegsschauplatz haben sich die leichte Afrika-Division unter der Führung von Generalleutnant Graf Sponeck und die 15. Panzer-Division unter Führung von Generalmajor Borowietz besonders ausgezeichnet.«
Am 12. Mai 1943 musste Sponeck mit den Resten seiner Division in Tunesien kapitulieren und geriet in britische Kriegsgefangenschaft. Kurz zuvor war er noch zum Generalleutnant befördert worden.
Nach seiner Rückkehr im Jahre 1947 war er noch einige Zeit als Verkaufsleiter einer württembergischen Maschinenfabrik tätig und lebte bis zu seinem Lebensende auf Schloss Bächingen an der Brenz. Er verstarb im Alter von 86 Jahren im Krankenhaus Heidenheim.

## Familie
Sponeck war in erster Ehe von 1927 bis 1947 mit Agnes (1908–1981), der Tochter des preußischen Generals der Infanterie Richard von Süßkind-Schwendi (1854–1946) verheiratet. Aus der Ehe gingen zwei Töchter und ein Sohn hervor. Nach der Scheidung heiratete er 1962 Barbara von Payr zu Enn und Caldiff (1923–2003).

## Werke
- Mit schnellen Truppen an 6 Fronten. Hase & Koehler Verlag, Leipzig 1943.